# Dominus Iesus
La Dominus Iesus, ovvero la Dichiarazione "Dominus Iesus" circa l'unicità e l'universalità salvifica di Gesù Cristo e della Chiesa, è un documento dottrinale emesso dalla Congregazione per la dottrina della fede il 6 agosto 2000, a firma dell'allora prefetto della Congregazione, il cardinale Joseph Ratzinger, futuro papa Benedetto XVI ma non firmato direttamente dall'allora papa Giovanni Paolo II.

## Contenuto

### Introduzione
Nel vivace dibattito contemporaneo sul rapporto tra Cristianesimo e altre religioni non manca, tra i teologi cattolici, chi afferma che tutte le religioni siano vie ugualmente valide di salvezza. Si tratta di teorie relativistiche, che negano o considerano superate alcune fondamentali verità della fede cattolica circa il carattere definitivo e completo della rivelazione di Gesù, il carattere ispirato dei libri della Sacra Scrittura, l'inscindibile unità personale tra il Verbo eterno e Gesù di Nazareth, l'unità dell'economia del Verbo incarnato e dello Spirito Santo, l'unicità e l'universalità salvifica del mistero dell'incarnazione, passione e morte di Gesù Cristo, la mediazione salvifica universale della Chiesa, l'inseparabilità - pur nella distinzione - tra il Regno di Dio, Regno di Cristo e la Chiesa, la sussistenza nella Chiesa cattolica dell'unica Chiesa di Cristo. Queste teorie si fondano su alcuni diffusi presupposti di natura sia filosofica sia teologica. La Dichiarazione ne segnala alcuni, come, ad esempio, la convinzione della completa inafferrabilità e inesprimibilità della verità divina, nemmeno da parte della rivelazione cristiana; l'atteggiamento relativistico nei confronti della verità, per cui ciò che è vero per alcuni non lo sarebbe per altri; la contrapposizione radicale che ci sarebbe tra mentalità logica occidentale e mentalità simbolica orientale; il soggettivismo esasperato di chi considera la ragione come unica fonte di conoscenza; lo svuotamento metafisico del mistero dell'incarnazione; l'eclettismo di chi, nella ricerca teologica, assume idee derivate da differenti contesti filosofici e religiosi, senza badare né alla loro coerenza e connessione sistematica, né alla loro compatibilità con la verità cristiana; la tendenza, infine, a leggere e interpretare la Sacra Scrittura fuori della Tradizione e dal Magistero della Chiesa. Tenendo conto di questo dibattito, già la Commissione Teologica Internazionale aveva pubblicato nel 1997 un documento, Il Cristianesimo e le religioni, che, con ampiezza di riferimenti biblici e di motivazioni teologiche, aveva mostrato l'infondatezza di una teologia pluralistica delle religioni, ribadendo invece l'unicità e l'universalità salvifica del mistero di Cristo e della Chiesa, fonte di ogni salvezza all'interno e fuori del Cristianesimo. Data, però, l'enorme e rapida diffusione della mentalità relativistica e pluralistica, la Congregazione per la Dottrina della Fede interviene ora con la presente Dichiarazione per riproporre e chiarire alcune verità di fede, seguendo in ciò l'esempio dell'Apostolo Paolo ai fedeli di Corinto: "Vi ho trasmesso dunque, anzitutto, quello che anch'io ho ricevuto" (1Cor 15,3). In concreto la Dichiarazione si articola in sei punti, che riassumono i dati essenziali della dottrina di fede cattolica sulla considerazione del significato e del valore salvifico delle altre religioni.

### I. Pienezza e definitività della rivelazione di Gesù Cristo
Contro la tesi che sostiene il carattere limitato, incompleto e imperfetto della rivelazione di Gesù, la quale sarebbe complementare a quella presente nelle altre religioni, la Dichiarazione ribadisce la fede cattolica circa la piena e completa rivelazione in Gesù Cristo del mistero salvifico di Dio. Essendo Gesù vero Dio e vero uomo, le sue parole e le sue opere manifestano la totalità e la definitività della rivelazione del mistero di Dio, anche se la profondità di tale mistero rimane in se stesso trascendente e inesauribile. Di conseguenza, pur ammettendo che le altre religioni non raramente riflettono un raggio di quella Verità, che illumina tutti gli uomini (cf. Dich. Nostra aetate, n. 2), si riafferma che la qualifica di testi ispirati viene riservata solo ai libri canonici dell'Antico e del Nuovo Testamento, che, in quanto ispirati dallo Spirito Santo, hanno Dio come autore e insegnano fermamente, fedelmente e senza errore la verità su Dio e sulla salvezza dell'umanità. La Dichiarazione insegna inoltre che deve essere fermamente ritenuta la distinzione tra la fede teologale, che è l'adesione alla verità rivelata da Dio Uno e Trino e la credenza nelle altre religioni, che è esperienza religiosa ancora alla ricerca della verità assoluta e priva dell'assenso a Dio che si rivela. 

### II. Logos incarnato e lo Spirito Santo nell'opera di salvezza
Contro la tesi di una doppia economia salvifica, quella del Verbo eterno, che sarebbe universale e quindi valida anche al di fuori della Chiesa, e quella del Verbo incarnato, che sarebbe limitata ai soli cristiani, la Dichiarazione ribadisce l'unicità dell'economia salvifica dell'unico Verbo incarnato che è Gesù Cristo, Figlio unigenito del Padre. Il suo mistero di incarnazione, morte e risurrezione è la fonte unica e universale di salvezza per l'umanità intera. Il mistero di Cristo ha, infatti, una sua intrinseca unità, che si estende dalla elezione eterna in Dio alla parusia: "In lui [il Padre] ci ha scelti prima della creazione del mondo" (Ef 1,4). Gesù è il mediatore e il redentore universale. Per questo, è altrettanto erronea l'ipotesi di una economia salvifica dello Spirito Santo con un carattere più universale di quella del Verbo incarnato, crocifisso e risorto. Lo Spirito Santo è infatti lo Spirito del Cristo risorto e la sua azione non si pone al di fuori o accanto a quella di Cristo. Si tratta infatti di un'unica economia trinitaria, voluta dal Padre e realizzata nel mistero di Cristo con la cooperazione dello Spirito Santo.

### III. Unicità e universalità del mistero salvifico di Gesù Cristo
Di conseguenza la Dichiarazione riafferma l'unicità e l'universalità salvifica del mistero di Cristo, che nel suo evento di incarnazione, morte e risurrezione ha portato a compimento la storia della salvezza, che ha in lui la sua pienezza, il suo centro e la sua fonte. Certo, l'unica mediazione di Cristo non esclude delle mediazioni partecipate di vario tipo e ordine; esse, tuttavia, attingono significato e valore unicamente da quella di Cristo e non possono essere intese come parallele o complementari. Proposte di un agire salvifico di Dio al di fuori dell'unica mediazione di Cristo risultano contrarie alla fede cattolica. 

### IV. Unicità e unità della Chiesa
Il Signore Gesù continua la sua presenza e la sua opera di salvezza nella Chiesa ed attraverso la Chiesa, che è suo Corpo. Così come il capo e le membra di un corpo vivo pur non identificandosi sono inseparabili, Cristo e la Chiesa non possono essere confusi ma neanche separati. Perciò, in connessione con l'unicità e l'universalità della mediazione salvifica di Gesù Cristo, deve essere fermamente creduta come verità di fede cattolica l'unicità della Chiesa da lui fondata. I fedeli sono tenuti a professare che esiste una continuità storica tra la Chiesa fondata da Cristo e la Chiesa Cattolica. Infatti, l'unica Chiesa di Cristo "sussiste nella Chiesa Cattolica, governata dal Successore di Pietro e dai Vescovi in comunione con lui" (Cost. dogm. Lumen gentium, n. 8). Per quanto riguarda "l'esistenza di numerosi elementi di santificazione e di verità al di fuori della sua compagine" (ibidem), ovvero nelle Chiese e Comunità ecclesiali che non sono ancora in piena comunione con la Chiesa Cattolica, bisogna affermare che "il loro valore deriva dalla stessa pienezza della grazia e della verità che è stata affidata alla Chiesa Cattolica" (Decr. Unitatis redintegratio, n. 3). Le Chiese che non accettano la dottrina cattolica del Primato del Vescovo di Roma, restano unite alla Chiesa Cattolica per mezzo di strettissimi vincoli, quali la successione apostolica e la valida Eucaristia. Perciò anche in queste Chiese particolari è presente e operante la Chiesa di Cristo, sebbene manchi la piena comunione con la Chiesa cattolica. Invece le comunità ecclesiali che non hanno conservato l'Episcopato valido e la genuina e integra sostanza del mistero eucaristico, non sono Chiese in senso proprio; tuttavia i battezzati in queste comunità sono in una certa comunione, sebbene imperfetta, con la Chiesa Cattolica. "Perciò le stesse Chiese e comunità separate, quantunque crediamo che abbiano delle carenze, nel mistero della salvezza non sono affatto spoglie di significato e di peso." (Decr. Unitatis redintegratio, n. 3).
L'unità della Chiesa è un'unità di fede (un solo Signore, una sola fede, un solo Battesimo); un'unità di speranza (Efesini 4:4) e un'unità di carità, uniti nell'amore di Dio e del prossimo (Giovanni 17:22).

### V. Chiesa, Regno di Dio e Regno di Cristo
La missione della Chiesa è "di annunciare il Regno di Cristo e di Dio e di instaurarlo tra tutte le genti; di questo Regno essa costituisce sulla terra il germe e l'inizio" (Cost. dogm. Lumen gentium, n. 5). Da un lato, la Chiesa è "segno e strumento dell'intima unione con Dio e dell'unità del genere umano" (ibidem, n. 1), quindi segno e strumento del Regno: chiamata ad annunciarlo e ad instaurarlo. Dall'altro lato, la Chiesa è il "popolo adunato dall'unità del Padre, del Figlio e dello Spirito Santo" (ibidem, n. 4): essa è dunque "il Regno di Cristo già presente in mistero" (ibidem, n. 3), costituendone perciò il germe e l'inizio. Possono esistere diverse spiegazioni teologiche su questi argomenti. Tuttavia non si può negare o svuotare in alcun modo l'intima connessione tra Cristo, il Regno e la Chiesa. Infatti, "il Regno di Dio, che conosciamo dalla Rivelazione, non può essere disgiunto né da Cristo né dalla Chiesa" (Lett. Enc. Redemptoris missio, n. 18). Il Regno di Dio non si identifica però con la Chiesa nella sua realtà visibile e sociale. Infatti, non si deve escludere "l'opera di Cristo e dello Spirito fuori dei confini visibili della Chiesa" (ibidem). Nel considerare i rapporti tra Regno di Dio, Regno di Cristo e Chiesa è comunque necessario evitare accentuazioni unilaterali, come è il caso di quelle che nel parlare del Regno di Dio passano sotto silenzio Cristo, privilegiano il mistero della creazione ma tacciono sul mistero della redenzione, perché - dicono - Cristo non può essere compreso da chi non ha la fede cristiana, mentre popoli, culture e religioni diverse si possono ritrovare nell'unica realtà divina, quale che sia il suo nome. Inoltre, il Regno, quale essi lo intendono, finisce con l'emarginare o sottovalutare la Chiesa. In pratica negano l'unicità del rapporto che Cristo e la Chiesa hanno con il Regno di Dio.

### VI. La Chiesa e le religioni in rapporto alla salvezza
Da quanto è stato sopra ricordato, derivano anche alcuni punti necessari e irrinunciabili per l'approfondimento teologico circa il rapporto della Chiesa e delle religioni con la salvezza. Innanzitutto, deve essere fermamente creduto che la "Chiesa pellegrinante è necessaria alla salvezza. Infatti solo Cristo è il mediatore e la via della salvezza; ed egli si rende presente a noi nel suo Corpo che è la Chiesa" (Cost. dogm. Lumen gentium, n. 14). Questa dottrina non va contrapposta alla volontà salvifica universale di Dio; perciò "è necessario tener congiunte queste due verità, cioè la reale possibilità della salvezza in Cristo per tutti gli uomini e la necessità della Chiesa in ordine a tale salvezza" (Lett. Enc. Redemptoris missio, n. 9). Per coloro i quali non sono formalmente membri della Chiesa, "la salvezza di Cristo è accessibile in virtù di una grazia che, pur avendo una misteriosa relazione con la Chiesa, non li introduce formalmente in essa, ma li illumina in modo adeguato alla loro situazione interiore e ambientale. Questa grazia proviene da Cristo, è frutto del suo sacrificio ed è comunicata dallo Spirito Santo" (ibidem, n. 10). Circa il modo in cui la grazia salvifica di Dio arriva ai singoli non cristiani, il Concilio Vaticano II si limitò ad affermare che Dio la dona "attraverso vie a lui note" (Decr. Ad gentes, n. 7). La teologia sta cercando di approfondire questo argomento. Tuttavia è chiaro che sarebbe contrario alla fede cattolica considerare la Chiesa come una via di salvezza accanto a quelle costituite dalle altre religioni. Certamente, le varie tradizioni religiose contengono e offrono elementi di religiosità che fanno parte di "quanto opera lo Spirito nel cuore degli uomini e nella storia dei popoli, nelle culture e nelle religioni" (Lett. Enc. Redemptoris missio, n. 29). Ad essi tuttavia non può essere attribuita l'origine divina e l'efficacia salvifica ex opere operato, che è propria dei sacramenti cristiani. D'altronde non si può ignorare che altri riti, in quanto dipendenti da superstizioni o da altri errori (cf. 1 Cor 10, 20-21), costituiscono piuttosto un ostacolo per la salvezza. Con la venuta di Gesù Cristo salvatore, Dio ha voluto che la Chiesa da Lui fondata fosse lo strumento per la salvezza di tutta l'umanità. Questa verità di fede niente toglie al fatto che la Chiesa consideri le religioni del mondo con sincero rispetto, ma nel contempo esclude radicalmente quella mentalità indifferentista improntata a un relativismo religioso che porta a ritenere che "una religione vale l'altra" ( Lett. Enc. Redemptoris missio, n. 36). Come esigenza dell'amore a tutti gli uomini, la Chiesa "annuncia, ed è tenuta ad annunciare, incessantemente Cristo che è "la via, la verità e la vita" (Gv 14,6), in cui gli uomini trovano la pienezza della vita religiosa e nel quale Dio ha riconciliato a sé tutte le cose" (Dich. Nostra aetate, n. 2).

### Conclusione
La presente Dichiarazione ha inteso riproporre e chiarire alcune verità di fede, di fronte ad alcune proposte problematiche o anche erronee.
I Padri del Concilio Vaticano II, trattando il tema della vera religione, affermarono: "Noi crediamo che questa unica vera religione sussiste nella Chiesa cattolica e apostolica, alla quale il Signore Gesù ha affidato il compito di diffonderla tra tutti gli uomini, dicendo agli apostoli: "Andate dunque, ammaestrate tutte le nazioni, battezzandole nel nome del Padre e del Figlio e dello Spirito Santo, insegnando loro a osservare tutto ciò che vi ho comandato" (Mt 28,19-20). E tutti quanti gli uomini sono tenuti a cercare la verità, specialmente in ciò che riguarda Dio e la sua Chiesa e, una volta conosciuta, ad abbracciarla e custodirla" (Dich. Dignitatis humanae, n. 1).

## Reazioni
Il cardinale Giacomo Biffi, arcivescovo di Bologna, così si è espresso sul documento pontificio:
(Sandro Magister, "Giovanni Paolo II e le religioni. Da Assisi alla Dominus Iesus", L'Espresso, 23 luglio 2003.)
La Dichiarazione è stata invece criticata dalla Chiesa Riformata di Francia, dalla Federazione Luterana Mondiale, dalla Chiesa Evangelica Valdese, dalle comunità ebraiche e musulmane, dal teologo Hans Küng e da vari movimenti cattolici per l'ecumenismo. A tali critiche ha risposto il cardinale Joseph Ratzinger (futuro papa Benedetto XVI), che ha difeso le posizioni di papa Giovanni Paolo II.